# Pterocereus gaumeri
El órgano de La Chacona, órgano kanzacam u órgano kanzakán (Pterocereus gaumeri) es la única especie del género monotípico de plantas Pterocereus perteneciente a la familia de las cactáceas. Es endémica de México.

## Descripción
Son plantas columnares erectas, no ramificadas o muy poco ramificadas (a partir de 1.50 m de altura), pudiendo alcanzar hasta 8 m de altura, costillas 3-4, fuertemente angulosas y delgadas, con epidermis de color verde azulado a verde grisáceo. Aréolas pocas, muy espaciadas, lanosas. Espinas, aproximadamente 10-12, cortas, aciculadas. Probable dispersión por ornitocoria. Flores nocturnas, autoestériles, cilíndricas a cortamente imbuidas, sólo una por aréola, de color blanquecino a amarillo verdoso pálido, con escamas imbricadas de color verde pálido, fuertemente recurvadas, polinizadas por murciélagos. Frutos globosos, escamosos y espinosos, de color rojo pálido, con restos florales persistentes. Semillas grandes, pardas, lisas y brillantes.

## Distribución y hábitat
El área de distribución nativa de esta especie se extiende en el Sur de México (especialmente en Campeche, Chiapas, Quintana Roo, Tabasco, Veracruz y Yucatán). Crece principalmente en el bioma tropical estacionalmente seco. Habita en la selva baja caducifolia y la selva mediana subcaducifolia.

## Taxonomía
El género fue descrito por Thomas Baillie MacDougall y Faustino Miranda y publicado en Ceiba; a Scientific Journal Issued by the Escuela Agrícola Panamericana 4(2): 135, f., en 1954.
La única especie fue descrita inicialmente como Pachycereus gaumeri por Nathaniel Lord Britton y Joseph Nelson Rose y publicada en The Cactaceae; descriptions and illustrations of plants of the cactus family 2: 71, en 1920, actualmente, es tanto un sinónimo como el basónimo de esta; y ulteriormente sería atribuida al género Pterocereus por Thomas Baillie MacDougall y Faustino Miranda en Ceiba; a Scientific Journal Issued by the Escuela Agrícola Panamericana 4(2): 140, en 1954.

#### Etimología
Pterocereus: nombre genérico que se deriva de la combinación del vocablo griego πτερόν (pterón); "ala", y del vocablo latino y género Cereus; "cirio o vela", en referencia a las costillas delgadas y anguladas de las especies del género.
gaumeri: epíteto nombrado en honor del médico y naturalista estadounidense George Franklin Gaumer (1850 –  1929), quien pasó la mayor parte de su vida en México recolectando aves y plantas, especialmente en América Central, México y el sureste de Estados Unidos.

#### Subespecies
Comprende 2 subespecies aceptadas:
- Pterocereus gaumeri subsp. foetidus (T.MacDoug. y Miranda) S.Arias y Terrazas, 2009
- Pterocereus gaumeri subsp. gaumeri

## Nombres comunes
- Español: Órgano de La Chacona, órgano kanzacam, órgano kanzakán.
- Maya: Chak-kulul, K'an chooch, Kanzacam, Kulul, Kuluub, Ne-kisin, Nej kisin, Sak-kulul, Tso'ots paak'am, Zak-kulul.[4]